# Assita Kanko

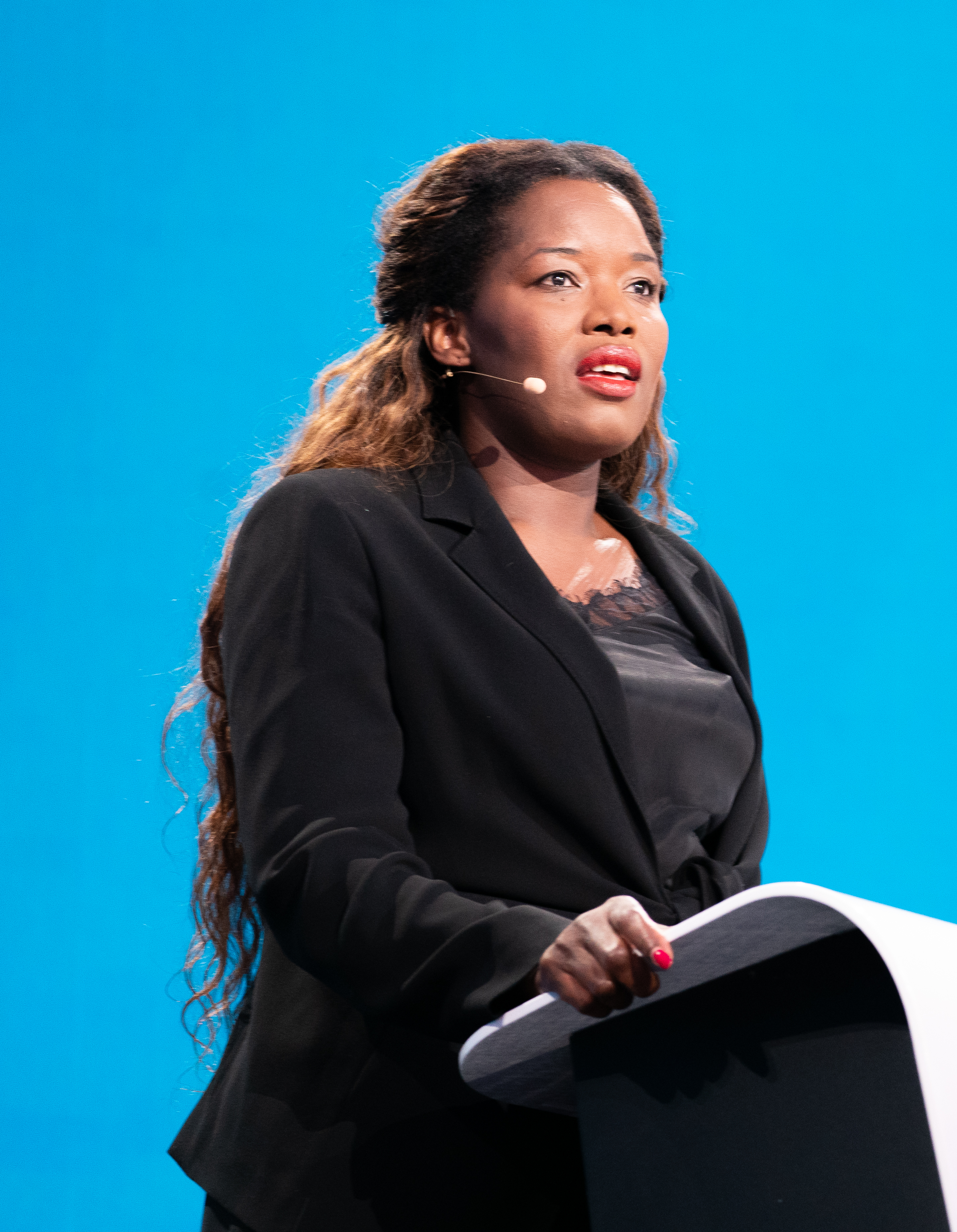
Assita Kanko

Assita Kanko (* 14. Juli 1980 in Godyr, Burkina Faso) ist eine belgische Sachbuchautorin und Politikerin der Mouvement Réformateur (MR, bis 2018) bzw. Nieuw-Vlaamse Alliantie (NVA, seit 2018). Seit dem 2. Juli 2019 ist sie Mitglied des Europäischen Parlaments in der Fraktion der Europäischen Konservativen und Reformer (EKR).

## Leben
Kanko wurde in Burkina Faso geboren. Im Alter von fünf Jahren wurde sie Opfer weiblicher Genitalverstümmelung, worüber sie später in den Medien berichtete und neben Büchern über Feminismus eines ihrer Bücher veröffentlichte. In Burkina Faso studierte sie Journalismus, 2001 ging sie für ein Praktikum in die Niederlande. 2004 übersiedelte sie nach Belgien, wo sie seitdem lebt. 2008 erhielt sie die belgische Staatsbürgerschaft. Von 2011 bis 2015 war sie für die BNP Paribas in der internen Kommunikation tätig. Seit 2013 ist sie Mitglied des Verwaltungsrates der Belgian Development Agency, seit 2017 ist sie Special Senior Advisor für das Women Political Leaders Global Forum (WPL). Seit 2016 schreibt sie Kolumnen für die Tageszeitung De Standaard.

### Politik

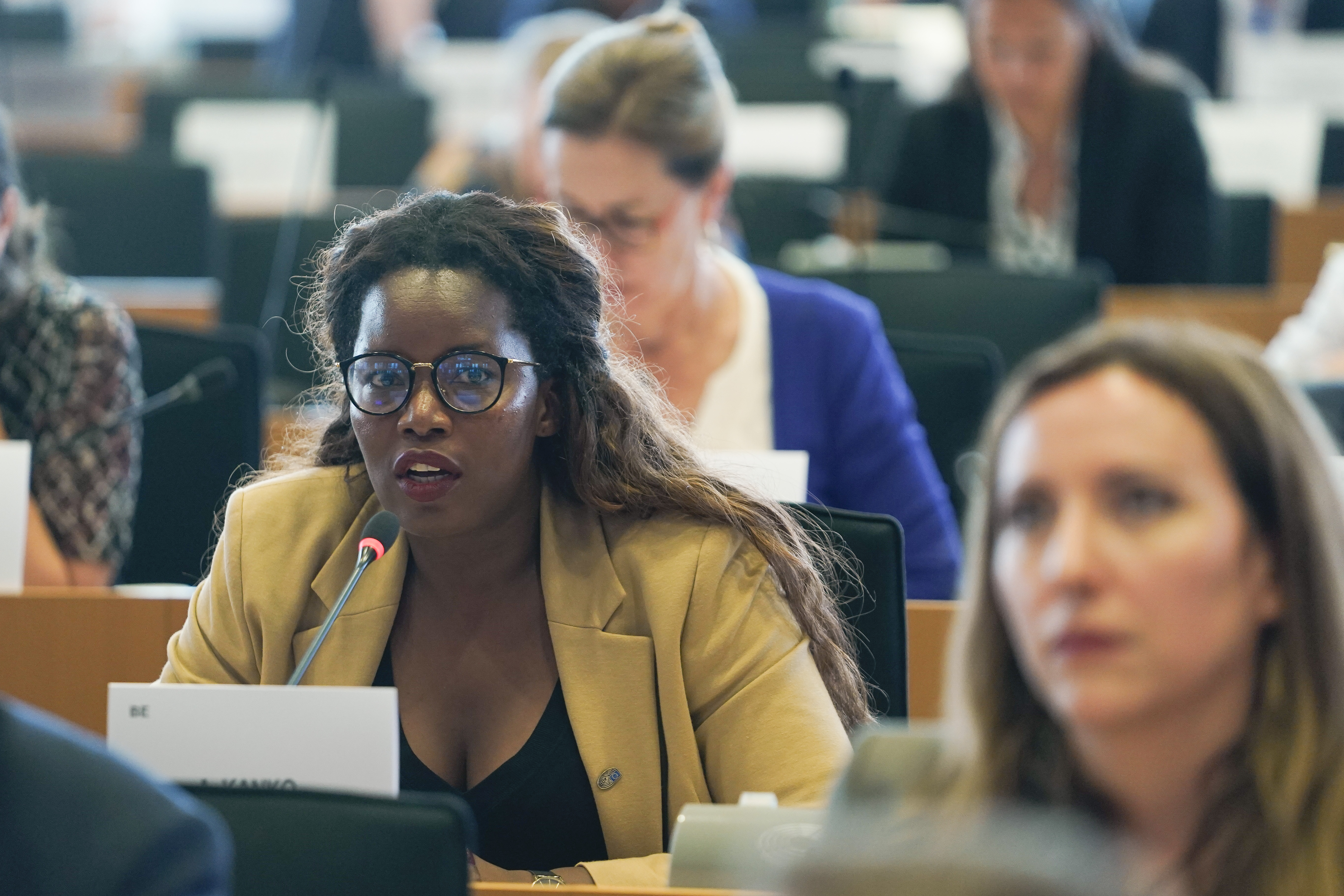
Seit 2019 ist Kanko Mitglied des Europäischen Parlaments

Von Oktober 2012 bis Oktober 2018 saß sie für die Mouvement Réformateur (MR) in Ixelles in der Region Brüssel-Hauptstadt im Gemeinderat. 2018 gründete sie den politischen Inkubator Polin, eine Organisation, die Frauen dabei unterstützen soll, in die Politik zu gehen. Im Dezember 2018 wurde ihre Kandidatur für die Nieuw-Vlaamse Alliantie (NVA) bei der Europawahl 2019 auf dem zweiten Listenplatz bekanntgegeben. Kanko erhielt 85.950 Vorzugsstimmen und neben Geert Bourgeois und Johan Van Overtveldt ein Mandat im Europäischen Parlament.
In der mit 2. Juli 2019 beginnenden 9. Wahlperiode wurde sie volles Mitglied im Ausschuss für bürgerliche Freiheiten, Justiz und Inneres, im Unterausschuss für Menschenrechte und der Delegation für die Beziehungen zu den Vereinigten Staaten sowie stellvertretendes Mitglied im Ausschuss für auswärtige Angelegenheiten und im Unterausschuss für Sicherheit und Verteidigung für die Fraktion der Europäischen Konservativen und Reformer (EKR).
Von ihrer Fraktion wurde sie unter dem Vorsitz von Ryszard Legutko und Raffaele Fitto zu einer der stellvertretenden Vorsitzenden gewählt.

## Publikationen (Auswahl)
- La deuxième moitié: Plaidoyer pour un nouveau féminisme, Lannoo-Verlag 2015, ISBN 978-94-014-3174-3
- Leading Ladies: Maak je ambities waar, Lannoo-Verlag 2018, ISBN 978-94-014-5468-1
- Omdat je een meisje bent: Verhaal van een besneden leven, Doorbraak-Verlag 2019, ISBN 978-94-92639-29-5

## Auszeichnungen
- 2024: Rising Star des The Parliament Magazines[11]